# ENSTA ParisTech
ENSTA ParisTech (École Nationale Supérieure de Techniques Avancées) é uma instituição de ensino superior francesa integrante do grupo ParisTech. Ela figura entre as melhores Escolas de Engenharia da França, com nível acadêmico de excelência, além de possuir uma grande abertura internacional.
A ENSTA oferece a seus alunos uma formação generalista em engenharia com o objetivo de que sejam capazes de garantir a concepção, a realização e a direção de projetos complexos em um contexto internacional e economicamente restrito. Para isso, a escola provê uma formação científica e tecnológica de alto nível, complementada pelo ensino de línguas, cultura, direito e economia.